# Elpaputih jezik
Elpaputih jezik (elpaputi; ISO 639-3: elp, povučen 2011), austronezijski jezik na zapadu Cerama u Molucima, Indonezija. Govori ga 420 ljudi (2000). Pripada užoj skupini hatuhaha, podskupina elpaputi, i najsličniji je jezicima nusa laut [nul] i amahai [amq].
Godine 2011. njegov kodni element je povučen iz upotrebe uz obrazloženje da je nepostojeći.

## Vanjske poveznice
- Ethnologue (14th)
- Ethnologue (15th)
- ISO 639-3 Registration Authority